# Machemont
Machemont és un municipi francès, situat al departament de l'Oise i a la regió dels Alts de França. L'any 2007 tenia 738 habitants.

## Demografia

### Població
El 2007 la població de fet de Machemont era de 738 persones. Hi havia 267 famílies de les quals 44 eren unipersonals (12 homes vivint sols i 32 dones vivint soles), 97 parelles sense fills, 118 parelles amb fills i 8 famílies monoparentals amb fills.
La població ha evolucionat segons el següent gràfic:
Habitants censats

### Habitatges
El 2007 hi havia 299 habitatges, 278 eren l'habitatge principal de la família, 9 eren segones residències i 12 estaven desocupats. 297 eren cases i 1 era un apartament. Dels 278 habitatges principals, 251 estaven ocupats pels seus propietaris, 23 estaven llogats i ocupats pels llogaters i 4 estaven cedits a títol gratuït; 9 tenien dues cambres, 38 en tenien tres, 82 en tenien quatre i 149 en tenien cinc o més. 226 habitatges disposaven pel capbaix d'una plaça de pàrquing. A 98 habitatges hi havia un automòbil i a 155 n'hi havia dos o més.

### Piràmide de població
La piràmide de població per edats i sexe el 2009 era:
| Homes | Edats   | Dones |
| ----- | ------- | ----- |
| 0     | 95 o +  | 0     |
| 0     | 90 a 94 | 4     |
| 4     | 85 a 89 | 8     |
| 12    | 80 a 84 | 0     |
| 12    | 75 a 79 | 12    |
| 8     | 70 a 74 | 12    |
| 12    | 65 a 69 | 12    |
| 36    | 60 a 64 | 16    |
| 16    | 55 a 59 | 28    |
| 32    | 50 a 54 | 32    |
| 28    | 45 a 49 | 8     |
| 16    | 40 a 44 | 28    |
| 40    | 35 a 39 | 36    |
| 24    | 30 a 34 | 32    |
| 16    | 25 a 29 | 8     |
| 20    | 20 a 24 | 12    |
| 28    | 15 a 19 | 24    |
| 36    | 10 a 14 | 40    |
| 20    | 5 a 9   | 20    |
| 20    | 0 a 4   | 16    |

## Economia
El 2007 la població en edat de treballar era de 479 persones, 344 eren actives i 135 eren inactives. De les 344 persones actives 317 estaven ocupades (177 homes i 140 dones) i 27 estaven aturades (15 homes i 12 dones). De les 135 persones inactives 52 estaven jubilades, 47 estaven estudiant i 36 estaven classificades com a «altres inactius».

### Ingressos
El 2009 a Machemont hi havia 275 unitats fiscals que integraven 732 persones, la mediana anual d'ingressos fiscals per persona era de 20.979,5 €.

### Activitats econòmiques
Dels 15 establiments que hi havia el 2007, 2 eren d'empreses de fabricació d'altres productes industrials, 3 d'empreses de construcció, 1 d'una empresa de comerç i reparació d'automòbils, 3 d'empreses de transport, 1 d'una empresa d'hostatgeria i restauració, 1 d'una empresa d'informació i comunicació, 2 d'empreses de serveis, 1 d'una entitat de l'administració pública i 1 d'una empresa classificada com a «altres activitats de serveis».
Dels 2 establiments de servei als particulars que hi havia el 2009, 1 era un paleta i 1 empresa de construcció.
L'únic establiment comercial que hi havia el 2009 era una botiga de mobles.
L'any 2000 a Machemont hi havia 3 explotacions agrícoles que ocupaven un total de 399 hectàrees.

## Equipaments sanitaris i escolars
El 2009 hi havia una escola elemental integrada dins d'un grup escolar amb les comunes properes formant una escola dispersa.

## Poblacions més properes
El següent diagrama mostra les poblacions més properes.